# Jean Ducret
Jean Ducret (Suresnes, 27 novembre 1887 – Vaucresson, 19 novembre 1975) è stato un calciatore francese, di ruolo centrocampista.

## Carriera

### Club
Ha militato dal 1909 al 1913 nell'Étoile des Deux Lacs, società con cui vince il Trophée de France nel 1912, e tre Championnat de France de football FGSPF nel 1911, 1912 e 1913.
Nel 1913 passa all'Olympique Lillois, club con cui vince il Championnat de France de football USFSA del 1914 ed il Trophée de France del 1914.

### Nazionale
Venne convocato nella nazionale di calcio francese, con cui disputò venti incontri amichevoli, segnando tre reti.
Esordì in nazionale il 3 aprile 1910, nell'incontro amichevole contro il Belgio che si imposero per 4-0 contro i Galletti.
Il 16 aprile 1910 venne scelto come capitano dei blues nella partita contro una selezione amatoriale dell'Inghilterra, terminata 10-1 per gli isolani.
Indossò la fascia di capitano dei blues in tredici occasioni.
L'ultimo match con la casacca dei blues è datato 29 marzo 1914, nella sconfitta per 2-0 con l'Italia.

## Statistiche

### Cronologia presenze e reti in Nazionale
| Cronologia completa delle presenze e delle reti in nazionale ― Francia | Cronologia completa delle presenze e delle reti in nazionale ― Francia | Cronologia completa delle presenze e delle reti in nazionale ― Francia | Cronologia completa delle presenze e delle reti in nazionale ― Francia | Cronologia completa delle presenze e delle reti in nazionale ― Francia | Cronologia completa delle presenze e delle reti in nazionale ― Francia | Cronologia completa delle presenze e delle reti in nazionale ― Francia | Cronologia completa delle presenze e delle reti in nazionale ― Francia |
| Data                                                                   | Città                                                                  | In casa                                                                | Risultato                                                              | Ospiti                                                                 | Competizione                                                           | Reti                                                                   | Note                                                                   |
| ---------------------------------------------------------------------- | ---------------------------------------------------------------------- | ---------------------------------------------------------------------- | ---------------------------------------------------------------------- | ---------------------------------------------------------------------- | ---------------------------------------------------------------------- | ---------------------------------------------------------------------- | ---------------------------------------------------------------------- |
| 03/04/1910                                                             | Gentilly                                                               | Francia                                                                | 0 – 4                                                                  | Belgio                                                                 | Amichevole                                                             | -                                                                      |                                                                        |
| 16/04/1910                                                             | Brighton                                                               | Inghilterra                                                            | 10 – 1                                                                 | Francia                                                                | Amichevole                                                             | -                                                                      |                                                                        |
| 15/05/1910                                                             | Milano                                                                 | Italia                                                                 | 6 – 2                                                                  | Francia                                                                | Amichevole                                                             | 1                                                                      |                                                                        |
| 01/01/1911                                                             | Charentonneau                                                          | Francia                                                                | 0 – 3                                                                  | Ungheria                                                               | Amichevole                                                             | -                                                                      |                                                                        |
| 20/03/1911                                                             | Parigi                                                                 | Francia                                                                | 0 – 3                                                                  | Inghilterra                                                            | Amichevole                                                             | -                                                                      |                                                                        |
| 09/04/1911                                                             | Parigi                                                                 | Francia                                                                | 2 – 2                                                                  | Italia                                                                 | Amichevole                                                             | -                                                                      |                                                                        |
| 23/04/1911                                                             | Ginevra                                                                | Svizzera                                                               | 5 – 2                                                                  | Francia                                                                | Amichevole                                                             | -                                                                      |                                                                        |
| 29/10/1911                                                             | Lussemburgo                                                            | Lussemburgo                                                            | 1 – 4                                                                  | Francia                                                                | Amichevole                                                             | -                                                                      |                                                                        |
| 28/01/1912                                                             | Parigi                                                                 | Francia                                                                | 1 – 1                                                                  | Belgio                                                                 | Amichevole                                                             | -                                                                      |                                                                        |
| 18/02/1912                                                             | Parigi                                                                 | Francia                                                                | 4 – 1                                                                  | Svizzera                                                               | Amichevole                                                             | -                                                                      |                                                                        |
| 17/03/1912                                                             | Torino                                                                 | Italia                                                                 | 3 – 4                                                                  | Francia                                                                | Amichevole                                                             | -                                                                      |                                                                        |
| 12/01/1913                                                             | Parigi                                                                 | Francia                                                                | 1 – 0                                                                  | Italia                                                                 | Amichevole                                                             | -                                                                      |                                                                        |
| 16/02/1913                                                             | Bruxelles                                                              | Belgio                                                                 | 3 – 0                                                                  | Francia                                                                | Amichevole                                                             | -                                                                      |                                                                        |
| 27/02/1913                                                             | Parigi                                                                 | Francia                                                                | 1 – 4                                                                  | Inghilterra                                                            | Amichevole                                                             | -                                                                      |                                                                        |
| 09/03/1913                                                             | Ginevra                                                                | Svizzera                                                               | 1 – 4                                                                  | Francia                                                                | Amichevole                                                             | -                                                                      |                                                                        |
| 20/04/1913                                                             | Parigi                                                                 | Francia                                                                | 8 – 0                                                                  | Lussemburgo                                                            | Amichevole                                                             | 1                                                                      |                                                                        |
| 25/01/1914                                                             | Parigi                                                                 | Francia                                                                | 4 – 3                                                                  | Belgio                                                                 | Amichevole                                                             | -                                                                      |                                                                        |
| 08/02/1914                                                             | Lussemburgo                                                            | Lussemburgo                                                            | 5 – 4                                                                  | Francia                                                                | Amichevole                                                             | 1                                                                      |                                                                        |
| 08/03/1914                                                             | Parigi                                                                 | Francia                                                                | 2 – 2                                                                  | Svizzera                                                               | Amichevole                                                             | -                                                                      |                                                                        |
| 29/03/1914                                                             | Torino                                                                 | Italia                                                                 | 2 – 0                                                                  | Francia                                                                | Amichevole                                                             | -                                                                      |                                                                        |
| Totale                                                                 |                                                                        | Presenze                                                               | 20                                                                     |                                                                        | Reti                                                                   | 3                                                                      |                                                                        |

## Palmarès
- Championnat de France de football FGSPF: 3

Étoile des Deux Lacs: 1910-1911, 1911-1912, 1912-1913
- Trophée de France: 2

Étoile des Deux Lacs: 1912
Olympique Lillois: 1914
- Championnat de France de football USFSA: 1

Olympique Lillois: 1914